# Spoorlijn Oslo - Ski
De spoorlijn tussen Oslo en Ski ook wel Follobanen genoemd is een Noorse hogesnelheidsspoorlijn tussen de hoofdstad Oslo en de plaats Ski, provincie Akershus.

## Geschiedenis

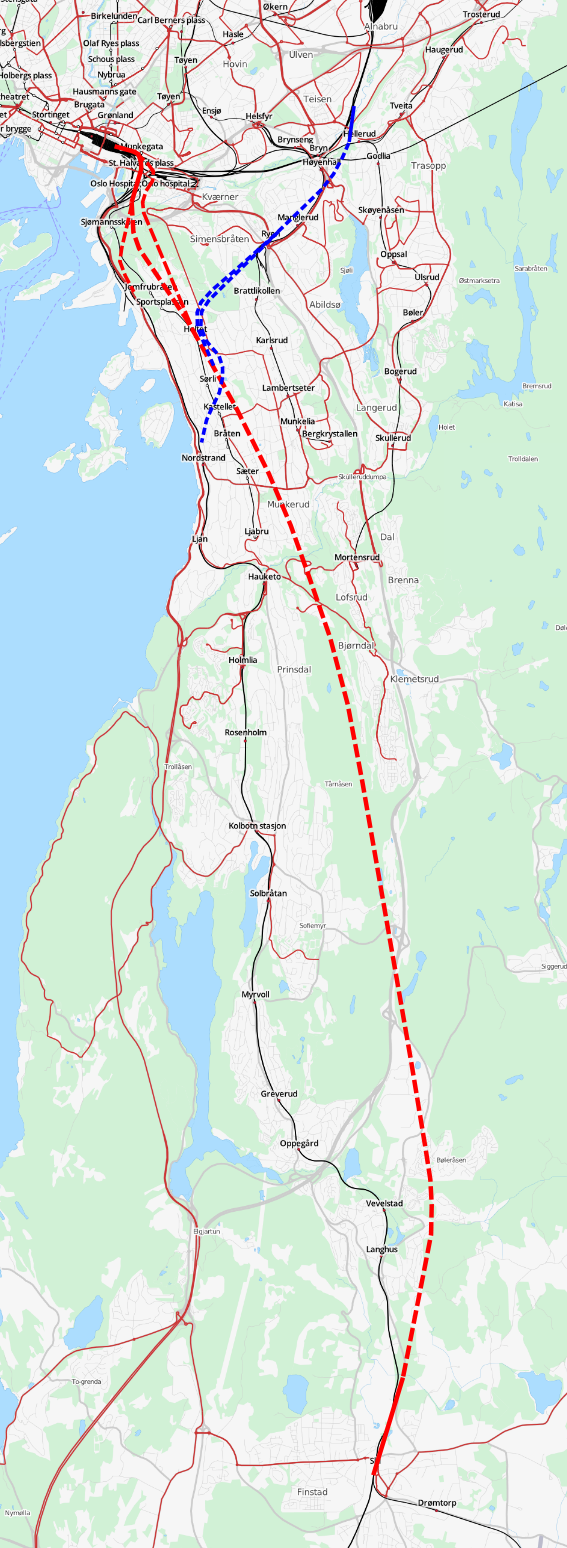
Rood is Follobanen, blauw een mogelijke link van Follobanen naar het noorden buiten Oslo om

De spoorlijn is een ontdubbeling van het eerste deeltje van de spoorlijn Oslo - Kornsjø, de Østfoldbanen. De lijn wordt aangelegd voor een snelheid van 250 km/h tussen de stations Oslo-S en Ski. 
Het grootste deel van het traject van de 22,5 km lange lijn wordt gevormd door een enkele 19 km lange spoorwegtunnel die daarmee ook de langste spoorwegtunnel van Noorwegen wordt. De bouw startte in 2014 en is opgeleverd in december 2022.
De spoorlijn maakt deel uit van een ambitieus project van de Noorse spoorwegadministratie om de drie belangrijke toegangsroutes tot Oslo van de spoorwegen alle op vier sporen te brengen. De Hovedbanen werd verdubbeld door de Gardermobanen in 1998, de Drammenbanen door de Askerbanen in 2011. De eerste plannen voor de Follobanen dateerden van 1995, met toen nog passage door de stations  Vevelstad en Kolbotn.
De opening van Follobanen zorgt voor een aanzienlijke toename van de capaciteit op de zuidelijke corridor, waar ook de Østfoldbanen deel van uitmaakt. In plaats van twaalf treinen per uur worden dit er veertig per uur. De reistijd tussen Ski en Oslo halveerde van 22 naar 11 minuten.
Bij de start van de bouw in 2014 werd de kosten begroot op 26 miljard Noorse kroon, circa 2,4 miljard euro.

## Elektrische tractie
Het traject wordt geëlektrificeerd met een spanning van 15.000 volt 16 2/3 Hz wisselstroom.